# Guerras de perras
Las  Guerras de perras, o Guerras Suka (en ruso: сучьи войны, romanizado: suchyi voyny o en singular: en ruso: сучья война, romanizado: suchya voyna), ocurrió en el sistema de campos de trabajo del Gulag soviético entre 1945 y 1953, en la época de la muerte de Iósif Stalin .

## Fondo
La palabra rusa suka ( en ruso: сука   , literalmente "perra") tiene una connotación negativa diferente a su equivalente en inglés . En el argot criminal ruso, se refiere específicamente a una persona del mundo criminal que se ha "convertido en una perra" (en ruso: ссучился, romanizado: ssuchilsya) al cooperar de alguna manera con las fuerzas del orden o con el gobierno . Dentro del sistema penitenciario soviético, existía una estructura social desde la era zarista rusa; uno de sus principios más importantes decretaba que los miembros no sirvieran ni colaboraran con el gobierno zarista (y más tarde soviético). Esta regla englobaba todo tipo de colaboración, no sólo el "soplón" o el "delatar".  

## Segunda Guerra Mundial
A medida que avanzaba la Segunda Guerra Mundial, Iósif Stalin ofreció a muchos prisioneros un indulto o una reducción de la sentencia al final de la guerra a cambio del servicio militar. Después de que terminó la guerra, muchos de los que habían aceptado la oferta regresaron a las prisiones y campos de trabajo, pero fueron declarados suki y colocados en el extremo inferior de la jerarquía de prisioneros no oficial. Como resultado, buscaron sobrevivir colaborando con los funcionarios de la prisión y, a cambio, obtuvieron algunos de los mejores trabajos en la prisión. 
Esto condujo a una guerra interna en la prisión entre los llamados suki y la clandestinidad criminal rusa, llamada " Ladrones en la Ley". Muchos prisioneros murieron en la Guerra de Perras, pero las autoridades penitenciarias hicieron la vista gorda ya que las muertes de prisioneros redujeron la población carcelaria en general.

## Otras lecturas
- Александр Сидоров (2005) "Воры против сук. Подлинная история воровского братства, 1941-1991",ISBN 5-699-09276-5